# クストヴォ
座標: 北緯56度09分 東経44度12分 / 北緯56.150度 東経44.200度

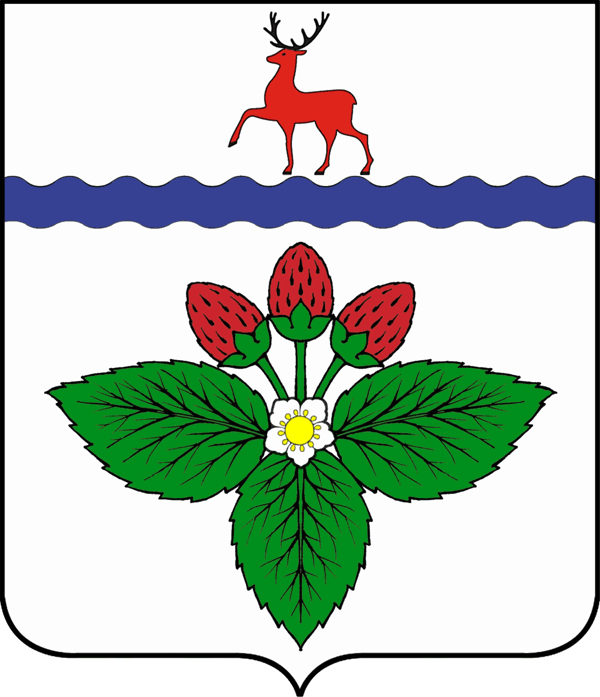
クストヴォの紋章

クストヴォ（クストボ、クストーヴォ、ロシア語: Ксто́во、ラテン文字表記の例: Kstovo）はロシア・ニジニ・ノヴゴロド州の中部にある石油化学工業都市。人口は6万3646人（2021年）。ヴォルガ川の右岸（南岸）にあり、州都ニジニ・ノヴゴロドからは南東へ22キロメートル。

## 歴史

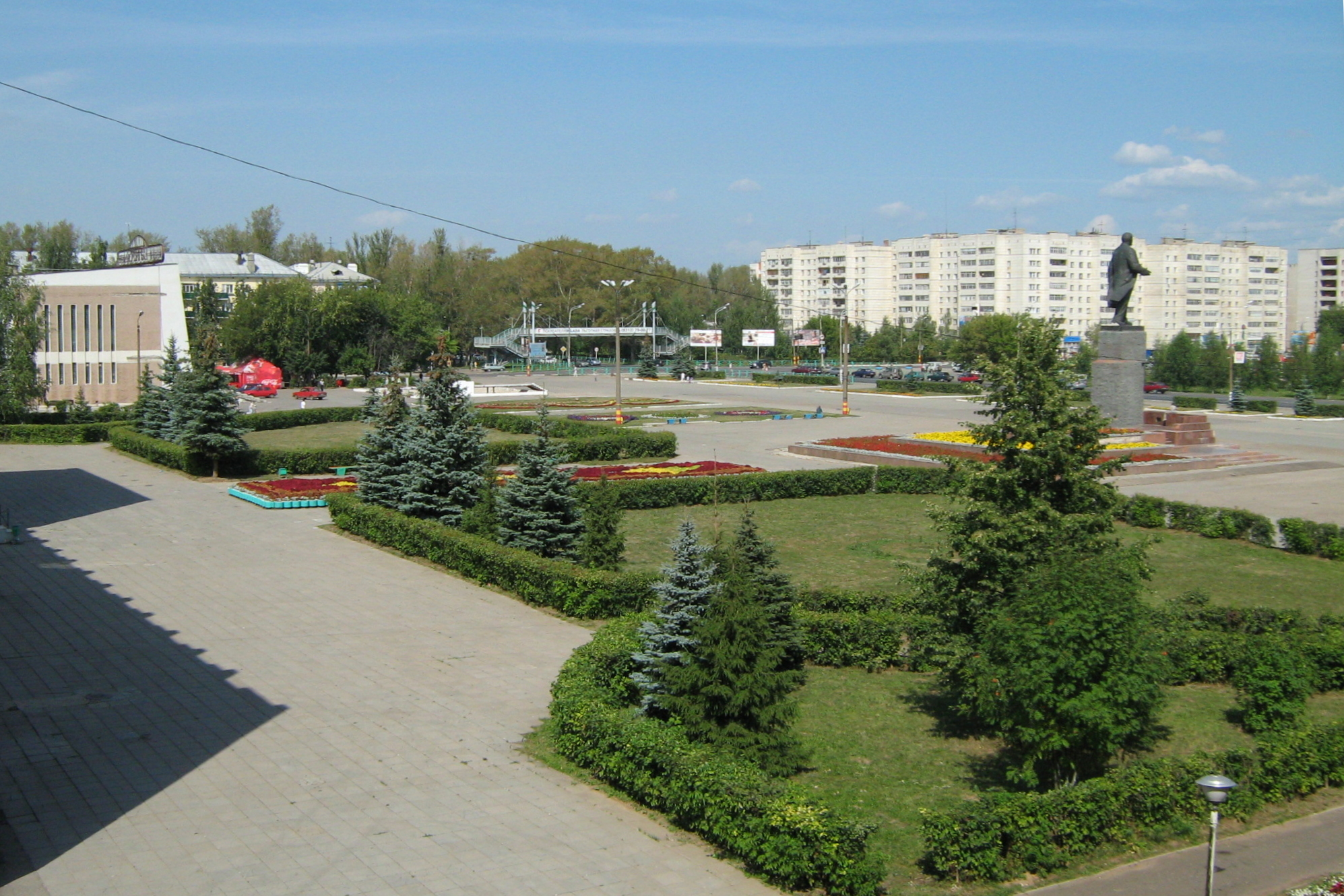
クストヴォの中心にあるレーニン広場

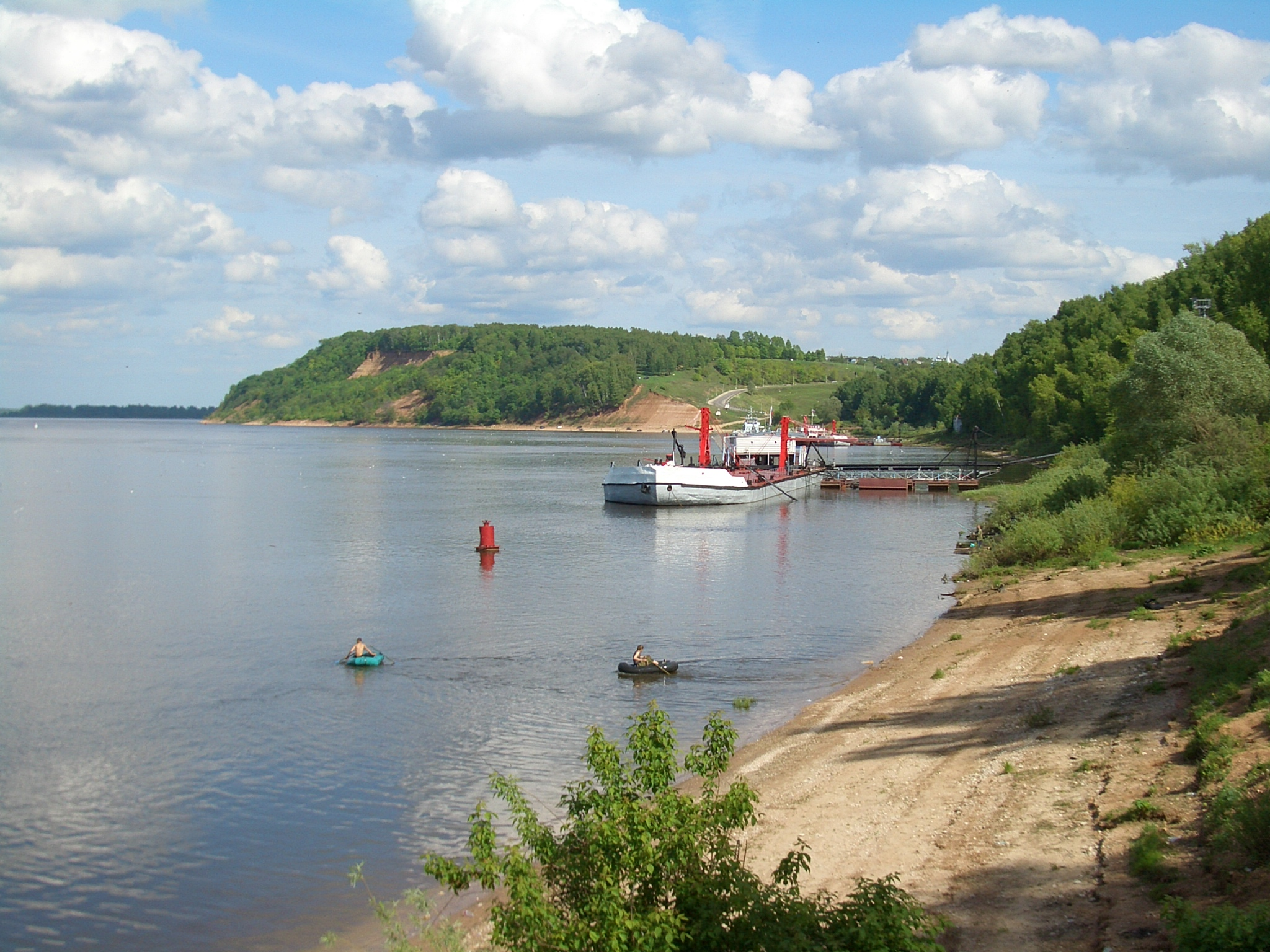
ヴォルガ川の河岸

クストヴォという村の名は14世紀には記録に登場しているが、現在のクストヴォ市街が建設されたのは1950年代のノヴォゴルコフスキー石油精製工場（Новогорьковский нефтеперерабатывающий завод）の建設と同時である。工場従業員のための新たな住宅地は、クドマ川とヴォルガ川にはさまれた高台の上、古いクストヴォ村の南東数キロの場所に建設された。
元のクストヴォ村を中心とした市街地の西部は現在ものどかな雰囲気が残り、旧クストヴォ（スターラヤ・クストヴォ）と呼ばれている。一方、1950年代に建設された東部の新市街地は新クストヴォ（ノヴォイェ・クストヴォ）と呼ばれ現在も周囲の村落を飲み込みながら拡張を続けている。
クストヴォは1954年に都市型集落となり、1957年に市となった。

## 経済
クストヴォの工業地域は市街地の南を流れるクドマ川より南にある。その中心にあるのがかつてのノヴォゴルコフスキー石油精製工場で現在はルクオイル（LUKOIL）の子会社となっている石油化学コンビナート（LUKOIL-Nizhegorodnefteorgsintez）である。この工場のためにクストヴォ市は建設され、現在も市の最大の雇用主となっている。その近隣ではガスプロムの子会社 SIBUR-Neftehim がエチレン工場を操業し、年に30万トンのエチレンや、その他の石油化学製品を生産している。ベルギーの大手化学企業ソルベイ（Solvay）は SIBUR と共同でビニルレジンや水酸化ナトリウムを生産する工場を建設している。
その他、瀝青工場、酒造工場、タイヤのリサイクル工場や食品工場などが立地している。
コジェネレーション（熱電併給）事業所のノヴォゴルコフスカヤ・テッツ（Новогорьковская ТЭЦ）が、周囲に電力を供給するほか、市内のアパートなどに温水を供給している。

## 交通
クストヴォには、モスクワ＝ニジニ・ノヴゴロド＝カザンを結ぶロシア連邦道路M7や鉄道が通る。またヴォルガ川沿いにはタンカーも利用する港湾がある。シベリアからの石油パイプラインもクストヴォを通る。通過交通のためのバイパスは、近年の市街地拡大に飲み込まれ市内交通と錯綜するようになってきたため、2003年、ルクオイルの工場にも近い南部に新たなバイパスが完成している。
クストヴォの鉄道は主に石油化学工場のために用いられている。ニジニ・ノヴゴロドからの通勤列車も近くを通るが、駅は新クストヴォからも旧クストヴォからも遠く、しかも便数が少ないため、乗る人々は限られている。移動には自家用車やバス、乗り合いタクシーなどが用いられている。
1970年代から1980年代にはヴォルガ川に水中翼船が運航されクストヴォにも立ち寄っていたが、現在はクストヴォには寄港していない。夏季には、ヴォルガの南側のクストヴォ市街と、ヴォルガの北岸の水浴場やビーチの間を結ぶ渡し船が運航されている。

## 教育・文化

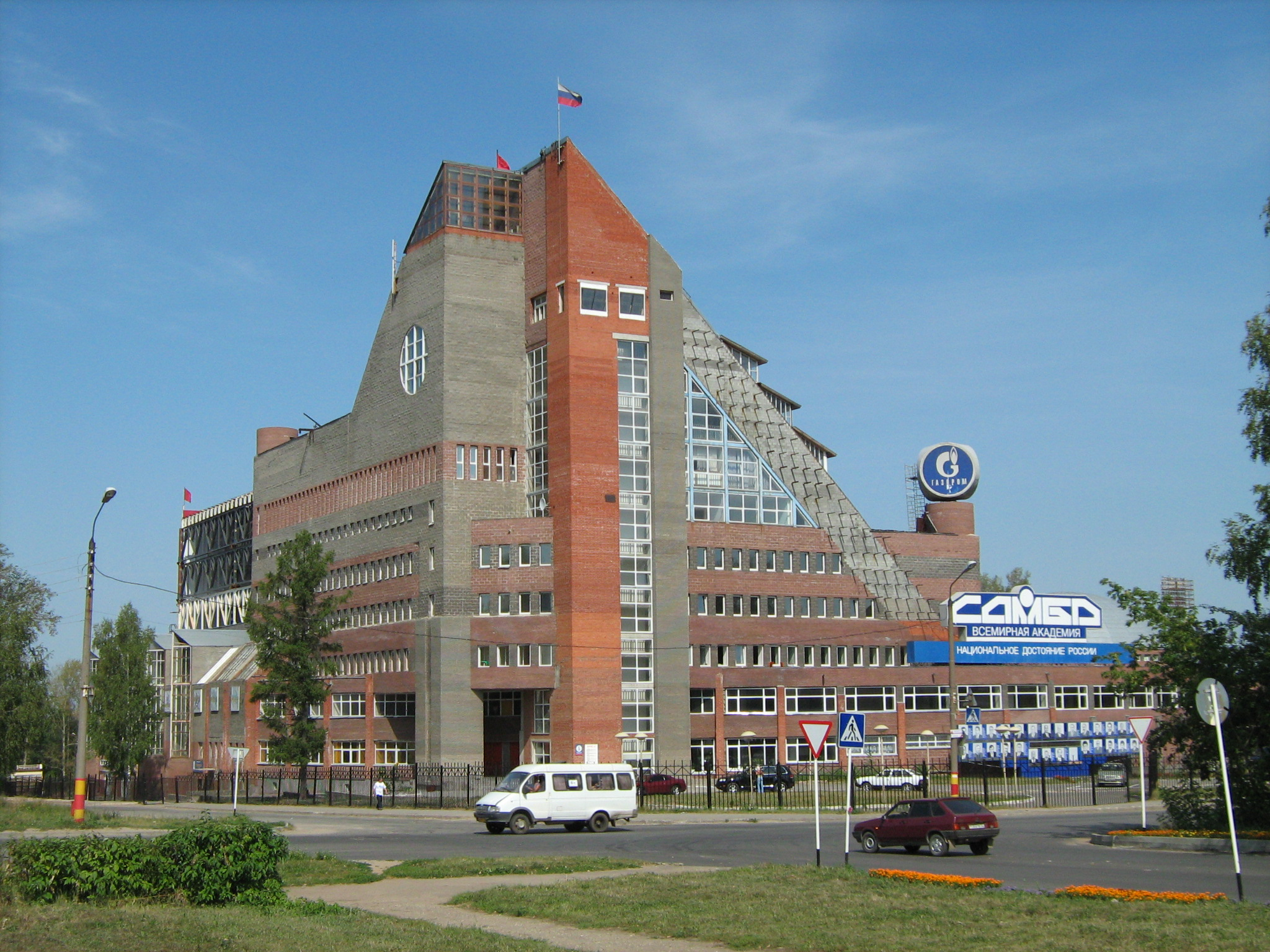
世界サンボアカデミー

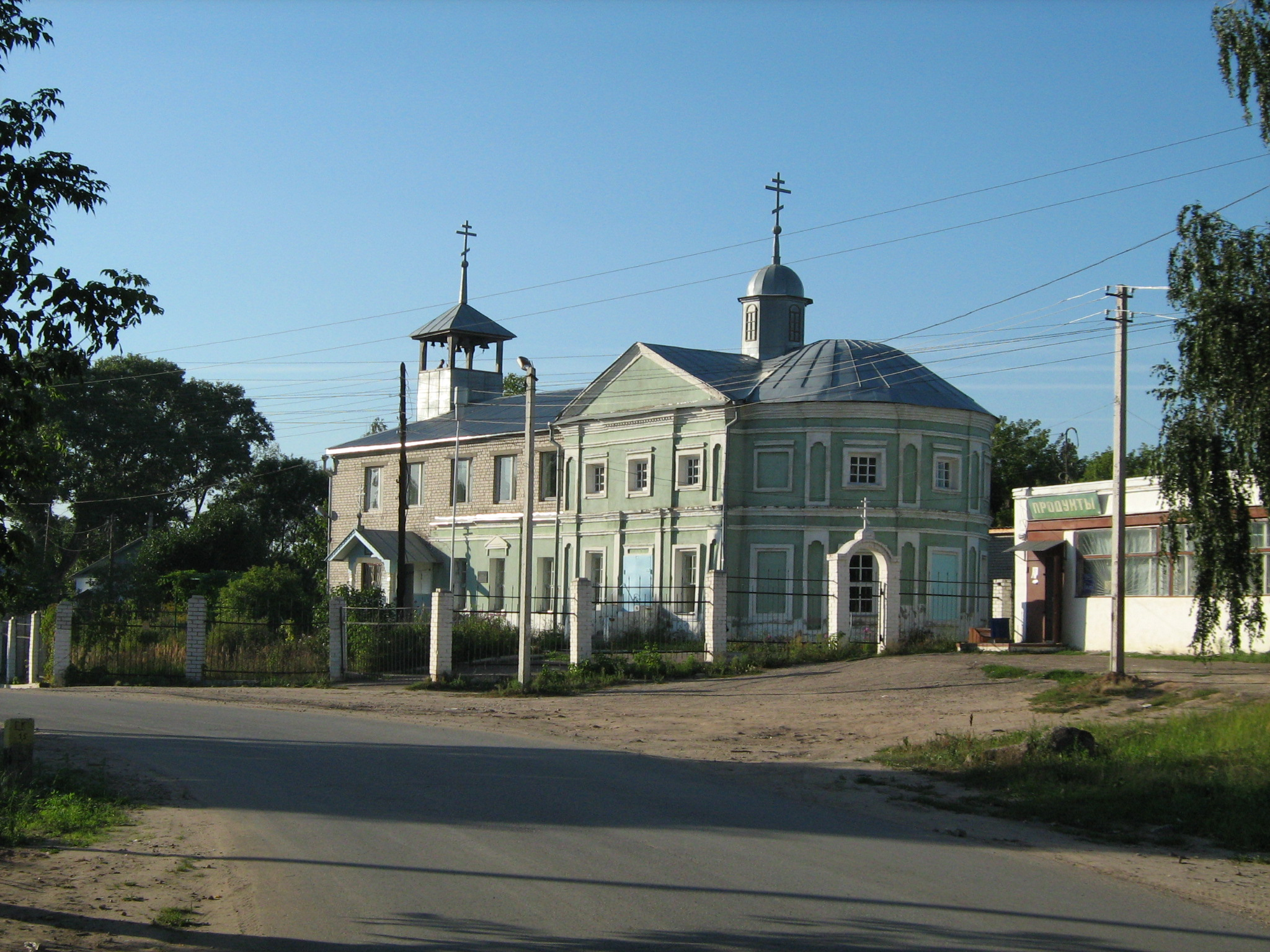
1880年代に建てられたカザンの生神女聖堂

石油工業に従事する労働者を育てるための単科大学があるほか、ニジニ・ノヴゴロド技術大学がクストヴォの学生のために石油化学工業の課程を中心とした夜間科を設けている。
1801年にサンクトペテルブルクで創立し1960年にカリーニングラードに移った軍事工業大学は1995年にクストヴォに移転し、ニジニ・ノヴゴロド軍事工業大学（Нижегородское высшее военно-инженерное командное училище）と名乗っている。
クストヴォで最も有名なスポーツ施設は、世界からサンボの選手が集まり試合が行われている、世界サンボアカデミーである。1964年に地元の人々を対象にサンボ・クラブが設立され、1976年にサンボ学校が市街地西部に開かれ、1995年にはサンボ・ワールドカップが開かれるにあたって隣接地に競技場が建設された。これが「世界サンボアカデミー」と呼ばれる施設である。
その他、人形劇劇場、文化宮殿、図書館、チェスクラブなどが活動している。
旧クストヴォには19世紀後半に建設されたカザンの生神女聖堂があり、ソ連時代には閉鎖されていたが1990年代に再び聖堂としてよみがえった。その他、周囲の村落には古い小さな聖堂が残っている。